# Miłosławice (województwo wielkopolskie)
Miłosławice – wieś w Polsce położona w województwie wielkopolskim, w powiecie wągrowieckim, w gminie Mieścisko.
| SIMC    | Nazwa       | Rodzaj     |
| ------- | ----------- | ---------- |
| 0588884 | Strzeszkowo | przysiółek |

W latach 1954–1958 wieś należała i była siedzibą władz gromady Miłosławice, po jej zniesieniu w gromadzie Mieścisko. W latach 1975–1998 miejscowość administracyjnie należała do województwa poznańskiego.